# (3906) Chao
(3906) Chao (1987 KE1) – planetoida z grupy pasa głównego asteroid okrążająca Słońce w ciągu 5,03 lat w średniej odległości 2,93 j.a. Odkryta 31 maja 1987 roku.